# Bataille de Nur-Shams
 (juillet 2018).
 (juillet 2018).
Si vous disposez d'ouvrages ou d'articles de référence ou si vous connaissez des sites web de qualité traitant du thème abordé ici, merci de compléter l'article en donnant les références utiles à sa vérifiabilité et en les liant à la section « Notes et références ».
La bataille de Nur Shams (arabe : معركة نور شمس) eut lieu le 23 mai 1936 près de Nur Shams à l'ouest d’Anabta.